# Bitwa nad Basią
Bitwa nad rzeką Basią rozegrała się dnia 8 października 1660 nad rzeką Basią w rejonie Mohylewa, pomiędzy wojskami Rzeczypospolitej a rosyjskimi i wspierającymi ich Kozakami oraz Tatarami w trakcie wojny polsko-rosyjskiej 1654–1667.

Działania Czarnieckiego w Wielkim Księstwie Litewskim w latach 1660–1661

## Geneza
Wiosną i latem cztery wielkie armie wojska Carstwa Rosyjskiego dokonały inwazji na terytorium Rzeczypospolitej pod pretekstem pomocy powstaniu Chmielnickiego oraz zajęcia Ukrainy na podstawie ugoda perejasławska zawartej 8 stycznia 1654 pomiędzy Bohdanem Chmielnickim a carem Aleksym I. Wiosną wojska rosyjskie zajęły Ukrainę, a latem trzy armie wkroczyły do Wielkiego Księstwa Litewskiego pod pretekstem pomocy ludności prawosławnej. W wyniku zajęcia ponad połowy swojego terytorium Rzeczpospolita została wciągnięta do wojny obronnej, która trwała do roku 1667.
Wojna ta została przerwana przez potop szwedzki w wyniku rozejmu zawartego w Niemieży 3 listopada 1655, lecz zanim do niego doszło w 1654 wojska rosyjskie wkroczyły na Litwę zajmując większość miast aż po Mińsk, jedynie Smoleńsk bronił się do 3 października 1654. Latem 1654 nastąpiło wznowienie ofensywy i tym razem zajęto Mińsk i Wilno. Wojska Rzeczypospolitej próbowały odzyskać inicjatywę, doszło m.in. do bitew pod Szkłowem (12 sierpnia 1654), pod Szepielewiczami (24 sierpnia 1654) i pod Ochmatowem (29 stycznia-1 lutego 1655). Jednocześnie ruszyła ofensywa kozacko-rosyjska Baturlina i Chmielnickiego na Podolu w kierunku Rusi Czerwonej, w wyniku czego we wrześniu wróg uderzył na Lwów i wkroczył do Lublina.
Po Unii Hadziackiej 16 października 1658 nastąpiło wznowienie działań wojennych. W 1659 Wyhowski stracił buławę hetmana wojsk zaporoskich, a jego miejsce zajął syn Bohdana Chmielnickiego, Jerzy Chmielnicki, który 27 października 1659 odnowił układ z Rosją.
Tymczasem król Jan Kazimierz po pokoju oliwskim w 1660 postanowił zakończyć wojnę uderzając na Ukrainę, a osłaniać go miały oddziały litewskie wzmocnione dywizją Stefana Czarnieckiego. W marcu chorągwie litewskie dywizji Sapiehy zawiązały konfederację w Drohiczynie pod przywództwem Samuela Kmicica, żądając wypłaty zaległego żołdu i zakończenia wojny. Konfederacja ta, zwana kmicicowską została rozwiązaną w połowie maja.
W maju został przyjęty przez Sejm plan kampanii, a działania wojenne faktycznie zaczęły się w czerwcu. 23 czerwca połączyły się polskie dywizje w rejonie Słonimia, a już 28 czerwca 1660 roku wojska Rzeczypospolitej stoczyły wygraną bitwę pod Połonką, w wyniku czego udało się przerwać oblężenie Lachowicz. Po Lachowiczach zabrakło zgodności wśród dowodzących – dywizja żmudzka Paca próbowała zająć Wilno, a Czarniecki Borysów. Wydzielone oddziały Paca ruszyły w kierunku Czarnieckiego i po odstąpieniu Borysowa ruszono na Mohylew.
W wyniku zorganizowania odsieczy dla oblężonego Mohylewa, zdecydowano się na podział sił – Sapieha miał oczekiwać Dołgorukowa nad rzeką Basią (30 km od Mohylewa), do którego miał dołączyć w przypadku pojawienia się wojsk rosyjskich Czarniecki oblegający twierdzę. 26 września doszło do połączenia wojsk Paca, Sapiehy i Połubińskiego. Tego samego dnia Czarniecki ruszył spod Mohylewa, a z resztą wojsk połączył się 30 września.

## Przed bitwą
Pod Mohylew szła spod Smoleńska rosyjska odsiecz pod wodzą Jurija Dołgorukowa wysłana przez cara po klęsce Iwana Chowańskiego pod Połonką. Na pomoc szły mu pułki kozackie niżyński i pryłucki, pod dowództwem odwołanego z Ukrainy Zołotarenki.
4 października obie strony były już w miejscu późniejszej bitwy przedzielone rzeką Basią, niemniej polskie dowództwo było zwodzone wizją układów i do bitwy nie doszło od razu.
5 października Czarniecki na czele 5 chorągwi (4 pancerne i 1 rajtarii) ruszył na podjazd pod obóz wroga – gdy wysłał swoje chorągwie na pomoc harcownikom, wojska rosyjskie wyszły z okopów i ustawiły się w szyku bojowym, co zmusiło Czarnieckiego do wycofania się ze zdobytymi jeńcami. 6 października na podjazd wyruszyły chorągwie litewskie pod wodzą Samuela Kmicica, lecz Rosjanie nie dali się zaskoczyć i sami pochwycili wielu jeńców i, gdyby nie pomoc reszty oddziałów przy przeprawie, podjazd ten zostałby zniesiony. Następny dzień upłynął na starciach harcowników. W nocy z 7 na 8 października odbyła się narada wojenna, na której ustalono, że siły polskie przeprawią się w nocy na drugi brzeg i o świcie zaatakują Rosjan, licząc na przewagę w polu polskiej jazdy.

## Bitwa
Przeprawa na drugi brzeg rzeki nastąpiła w nocy z 7 na 8 października, po mszy świętej ok. północy. Prawe skrzydło zajęły oddziały Czarnieckiego, środek – Sapiehy i Połubińskiego, lewe – Paca, a czeladź i wolontarze pod dowództwem Muraszki zostali schowani za wzgórzem. Polacy i Litwini podzielili chorągwie husarskie po 3 szwadrony, ustawiając za każdą chorągiew pancerną, optycznie zwiększając przez to ilość husarii. Dywizja Czarnieckiego wskutek brania udziału w ciągłych potyczkach posiadała spore braki w uzbrojeniu – zarówno w pancerzach, jak i w kopiach.
O świcie na lewe skrzydło wpadł podjazd rosyjski, który ponosząc ciężkie straty wrócił do obozu rosyjskiego, donosząc o koncentracji sił polsko-litewskich. Rankiem do Rosjan wysłano poselstwo z wezwaniem do przyjęcia bitwy. Wojska Dołgorukowa zajęły pagórek wypierając stamtąd polsko-litewskich harcowników, acz przy okazji stracili wielu jeńców. Dołgorukow był świadom impetu polskiej jazdy, więc jego piechota została otoczona rodzajem palisady z wbitych w ziemię 6-łokciowych drągów, dodatkowo zasłaniając się spisami.
W odpowiedzi Czarniecki postawił kilka szańczyków, ukrywając za nimi nieliczną artylerię i piechotę i robiąc oparcie dla jazdy. Przed 2 godziny trwały walki harcowników i kanonada artylerii. Od zdobytych jeńców Dołgorukow dowiedział się o słabej kondycji wojsk Czarnieckiego i w czasie tych 2 godzin dokonał przegrupowania swoich oddziałów wzmacniając lewoskrzydłowe oddziały Czerkaskiego, składające się jazdy i piechoty. W godzinach popołudniowych ruszył kniaź Czerkaski na czele 9000 wojska. Przodem poszła jazda, która starła się na prawym skrzydle z wojskiem Czarnieckiego. W tym czasie z boku uderzyła jazda litewska, zmuszając rosyjską jazdę do wycofania się za piechotę.
W późnych godzinach popołudniowych Dołgorukow ruszył na czele wszystkich swoich wojsk do frontalnego ataku, mieszając oddziały jazdy z piechotą. Widząc to, Czarniecki rozkazał Muraszcze zająć lewe skrzydło dywizji Paca, w odpowiedzi na co Dołgorukow zostawił połowę swojej piechoty za umocnieniami jako odwody. Pod osłoną artylerii przegrupował swoje oddziały i ruszył na oddziały polsko-litewskie. Pierwsze na odległość strzału zbliżyły się oddziały Tatarów astrachańskich, zasypując polskie pozycje gradem strzał z łuków.
Na prawym skrzydle Czarniecki wysłał na początek 2 chorągwie pancerne – pierwsza, kasztelana bełskiego przebiła się przez jazdę bojarską wchodząc na tyły wroga, druga Myszkowskiego wytraciła impet na rajtarii i dopiero pomoc husarii pozwoliła im na dalszy atak i po przebiciu się przez piechotę wyszli na tyły. W tym momencie Czarniecki rzucił do natarcia całą swoją jazdę pod dowództwem Wojniłłowicza.
W środku jazda Dołgorukowa zepchnęła jazdę litewską na piechotę, przez co piechota litewska nie mogąc ani oddać ognia, ani się wycofać, została zdziesiątkowana i utracono jeden szańczyk. W odsiecz przyszła część jazdy z lewego polskiego skrzydła, która odcięła wroga częściowo przypierając go do rzeki, a częściowo odrzucając go do tyłu.
Udane natarcie Czarnieckiego rozbiło rosyjską jazdę na prawym skrzydle i przeszło przez szyki piechoty rosyjskiej, dzięki czemu zdobyto kilka dział, które wsparły swym ogniem polskie natarcie. Na tyłach wroga znajdowały się 2 polskie chorągwie, dodatkowo wzniecając zamęt wśród uciekających. Dołgorukow wyprowadził piechotę z centrum i z odwodów i osłonił nią odwrót swojej jazdy, która ścigana przez Polaków schowała się za wzgórze. Schowana za fortyfikacjami piechota rosyjska opierała się atakom jazdy, a dopiero za nimi postępowała piechota. Zachód słońca pozwolił na wycofanie się wojsk rosyjskich na ufortyfikowany pagórek.
O zmroku oddziały polsko-litewskie wycofały się w nieładzie za rzekę. Straty polskie sięgnęły ok. 1000 ludzi (głównie stratowana własna piechota), straty rosyjskie wyniosły ok. 3000-4000 ludzi, głównie w czasie odwrotu.

## Po bitwie
Wycofanie się polsko-litewskich sił w nieładzie świadczyć może o zmęczeniu i stratach własnych, gdy każdy chciał jak najszybciej udać się na spoczynek. W tym momencie niewiele brakowało, aby odwrót zamienił się w klęskę.
Błędem Dołgorukowa było nie zabezpieczenie brodu na Basi, przez co wojska polsko-litewskie mogły się niezauważone przeprawić w nocy i uderzyć o świcie. Obsadzenie brodu dałoby mu czas i zarazem zablokowało wojska I Rzeczypospolitej, dając czas Zołotarence na nadciągnięcie z posiłkami i zajście ich od tyłu. W ten sposób inicjatywę oddał Polakom.
W czasie bitwy Rosjanie zastosowali ruchome hulajgrody, przez które nie mogła przebić się polska jazda bez wsparcia piechoty i własnej artylerii.
Sama bitwa uznana została za nierozstrzygniętą, a wojska Dołgorukowa zostały zamknięte w ufortyfikowanym obozie. Obóz ten jednak był nie do zdobycia wobec szczupłości sił polskiej piechoty i artylerii. Obleganie obozu w celu wzięcia go głodem też nie wchodziło w rachubę w związku z brakami w aprowizacji polskiego wojska w wyniszczonych wojną województwach. Polacy odzyskali inicjatywę w wojnie i zablokowali możliwość połączenia się wojsk Dołgorukowa z walczącym na Ukrainie Szermietiewem.
Blokada obozu trwała do 24 października, a w tym czasie doszły wieści o odwołaniu Zołotarenki idącego teraz na pomoc Szermietiewowi oblężonemu pod Cudnowem przez Lubomirskiego i o wymarszu spod Połocka 12 000 oddziałów Chowańskiego. Naprzeciw wojsk Chowańskiego wyszła najpierw dywizja Czarnieckiego, potem połączone oddziały Sapiehy i Czarnieckiego rozbiły je pod Druckiem. Wojska Dołgorukowa wyruszyły pod Mohylew, a po porażce Chowańskiego – dalej na wschód. Pogarszająca się na początku listopada pogoda zakończyła kampanię 1660 roku i zastała polskie oddziały już „na leżach”.